# Český Dub
Český Dub (německy Böhmisch Aicha) je město v okrese Liberec v Libereckém kraji, které leží na jih od Ještědu, asi dvacet kilometrů jižně od města Liberce. Stal se přirozeným centrem Českodubska a významným místem Podještědí. Včetně všech částí ve městě žije přibližně 2 900 obyvatel. Územím města protékají potoky Ještědka a její přítok Rašovka. Historické jádro Českého Dubu je od roku 1992 městskou památkovou zónou. Významnou památkou je johanitská komenda z první poloviny 13. století.

## Historie

### Založení

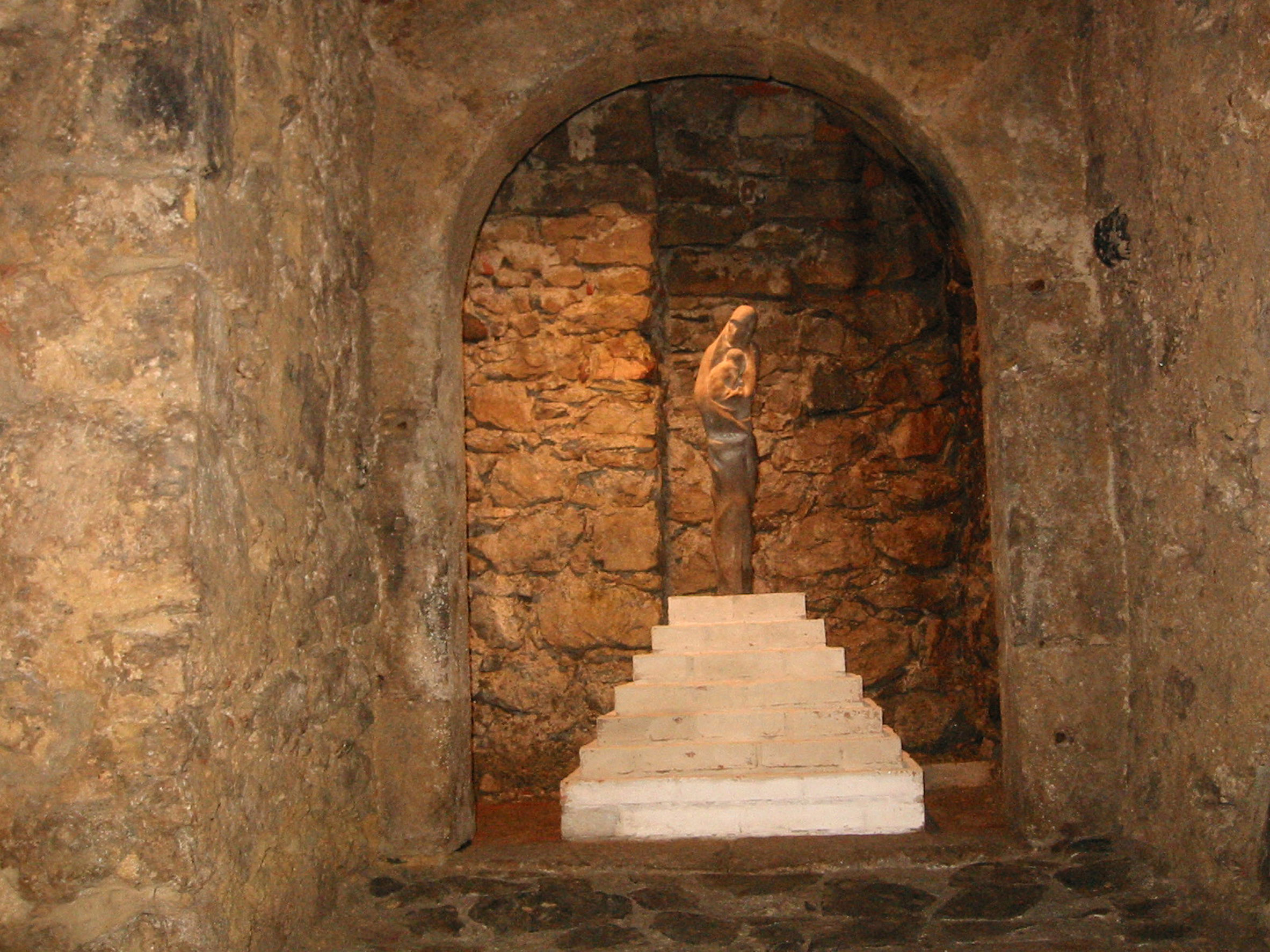
Prostory johanitské komendy

Město je jedním z nejstarších sídel v severních Čechách, vzniklo jako tržní osada na vyvýšenině obtékané dvojicí potoků Ještědkou a Rašovkou již někdy v románském období. První údajnou zmínkou o tomto místě je listina z roku 1115, kterou kníže Vladislav I. svěřuje kladrubskému benediktinskému klášteru území „ve Vladislavicích od řeky Mohelky až k dubu“. Domněnka, že je tímto dubem myšlena osada Dub, je však neprokázaná. Skutečně potvrzená zmínka o této osadě pochází až z 24. srpna 1291, kdy krakovský biskup Pavel uděluje odpustky všem osobám, které se kály nebo navštívily některý z kostelů náležejících v Čechách řádu sv. Jana Jeruzalémského v těchto místech: v Praze, Žitavě, ve Světlé, v Boleslavi, Kadani, Horažďovicích a Strakonicích. Zmíněnou Světlou však nebyla Světlá pod Ještědem, ale osada dnes nazývaná Český Dub.
Majitelem tohoto kraje se stal roku 1237 rod Markvarticů, který velmi štědře podporoval právě řád johanitů. Často se za zakladatele českodubské johanitské komendy považují Havel I. z Lemberka a jeho žena Zdislava (později svatořečená), je však také možné, že ji založil až jejich syn Havel II. Někdy kolem poloviny 13. století tak na daném místě vznikla opevněná komenda řádu s kostelem zasvěceným sv. Duchu a blízkým špitálem (ve kterém prý nemocným pomáhala svatá Zdislava). Město založené kolem tohoto sídla se nazývalo Světlá, postupně však patrně převzalo jméno starší osady, na jejichž pozemcích bylo založeno. Tak je v letech 1291 – 1359 osada označována jako Světlá, v letech 1370 a 1373 je však již jmenována jako „Dub jinak Světlá“. Svůj znak – zelený dub ve stříbřitém poli – získala obec někdy před rokem 1349.

### Od doby husitské k Bílé hoře

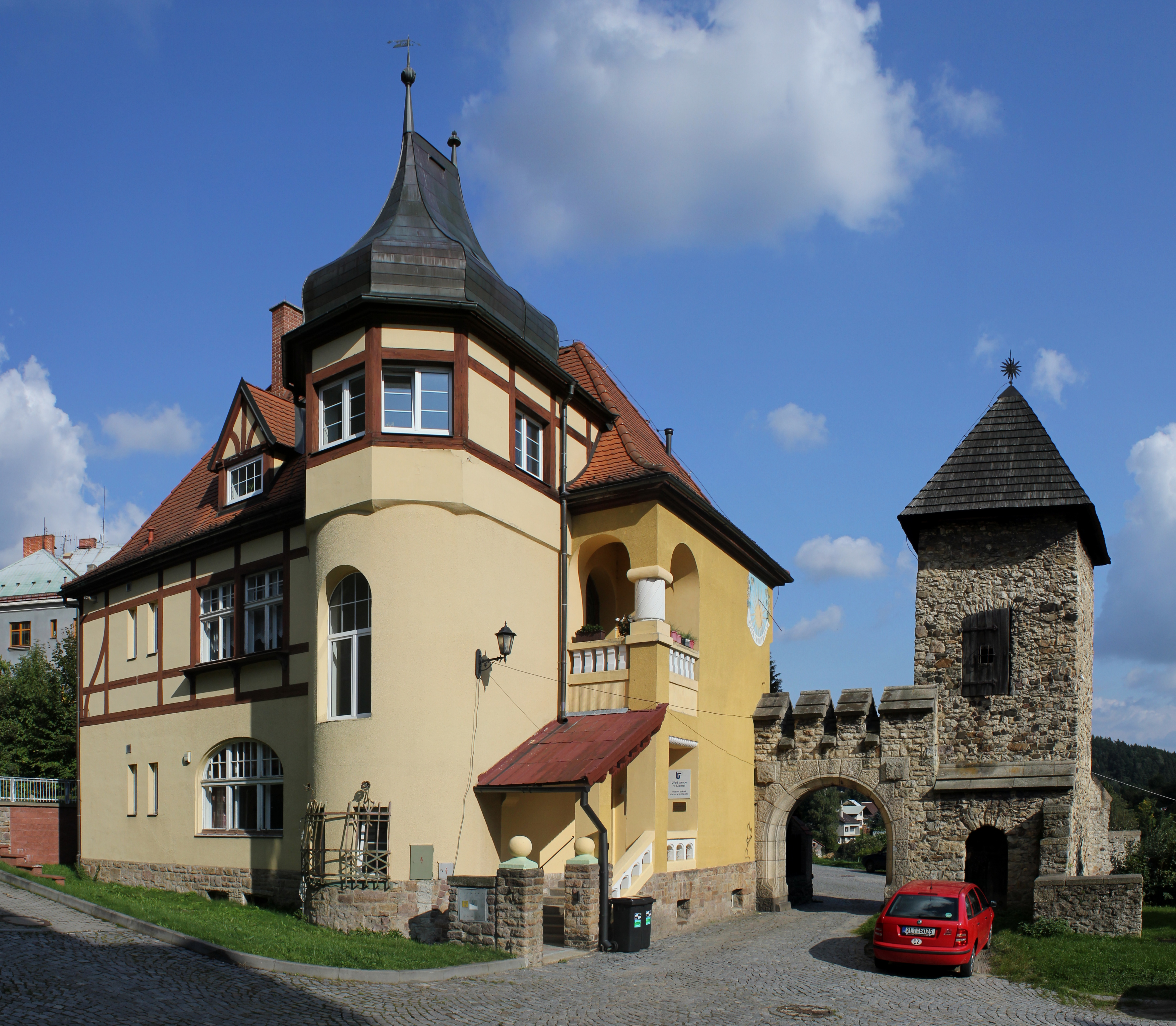
Pozůstatky městského opevnění

V 15. století se hrad a město staly opěrným bodem husitů. Někdy kolem 6. června 1425 obsadilo sirotčí vojsko Jana Čapka ze Sán hrad Michalovice u Mladé Boleslavi a krátce poté dobylo také Dub. Během útoku sice komenda vyhořela, byla však opravena a město s hradem se staly bezpečným zázemím pro další husitské posádky na Lemberku, Falkenberku u Jablonného, Grabštejně a v Chrastavě a místem, kde se vojska shromažďovala k útokům. Po bitvě u Lipan získal kontrolu nad Dubem katolický šlechtic Jiří z Dubé, v roce 1435 se jej opět zmocnil Jan Čapek. Tento zábor také uznal císař Zikmund, když Čapkovi udělil panství bývalého kláštera v Hradišti nad Jizerou a statky johanitů v Dubě do držení.
Za vlády Jiřího z Poděbrad byl okolní kraj vystaven nájezdům lužických vojsk. Roku 1468 proniklo 7000 pěších a 1000 jezdců prakticky bez odporu až k Dubu, obsadili jej a vypálili. Následně dobyli také Kněžmost a Turnov, teprve pak jejich armádu porazilo královské vojsko pod vedením Jindřicha Michalce z Michalovic. V Dubě tehdy shořelo množství památek na jeho nejstarší dějiny. Na konci 15. století byl Dub ve vlastnictví rodu Vartemberků. Jejich správa znamenala pro Dub období hospodářského rozvoje a došlo během ní k přestavbě kostela sv. Ducha a také hradu.
Vartemberkům byl Dub konfiskován po roce 1547 za účast ve stavovském odboji a roku 1552 ho koupil slezský šlechtic Jan z Oprštorfu. Za něj rozvoj města pokračoval, město mimo jiné získalo právo várečné. Za Oprštorfů bylo rozhodnuto v Dubě pro úřední styk užívat český jazyk, byla postavena radnice a hrad v letech 1564–1565 přestavěn na renesanční zámek. Příznivý vývoj pokračoval i když panství Dub a Frýdštejn koupil roku 1591 Zikmund Smiřický ze Smiřic a Dub se tak stal majetkem jeho rodu. Když po bitvě na Bílé hoře museli Smiřičtí ze země odejít, získal velkou část jejich statků Albrecht z Valdštejna.

### Za třicetileté války
Valdštejn se na svých panstvích pokoušel strhnout maximum příjmů na sebe, proto odňal Dubu právo várečné, na druhou stranu se měl Dub stát jedním ze sedmi měst, která měla zasedat v budoucím zemském sněmu frýdlantského vévodství. Dub a zbytek Valdštejnových držav se v době války těšil poměrnému klidu, zdejší pláteníci a soukeníci byli zaměstnáni rozsáhlými zakázkami pro císařskou armádu. Po vévodově smrti se situace změnila, hned na jaře roku 1634 obsadily Dub dvě kompanie císařské pěchoty a 11. dubna vznikl ve městě požár, při kterém bylo zničeno 41 domů, pivovar a sladovna. Novým majitelem dubského panství se stal roku 1635 hrabě Jan Ludvík Hektor Isolani, jeden z nejodvážnějších císařských velitelů jízdy. Hrabě zemřel roku 1640 a panství zdědily jeho dcery. 24. května 1641 uskutečnilo asi 450 švédských jezdců nájezd až k Dubu, který včetně zámku zapálili a poté se vrátili zpátky do Žitavy. O Podještědí se Švédové a císařští přetahovali po celý zbytek třicetileté války, na jejím konci byla panství zcela vypleněná a jejich obyvatelé zbídačení. Po smrti Anny Marie Alžběty Isolaniové vstoupila její sestra Regina do kláštera augustiniánek a dubské panství se stalo majetkem tohoto kláštera.

### 17. a 18. století
Druhá polovina 17. století znamenala v oblasti především násilnou rekatolizaci. Město těžce zasáhl požár 29. srpna 1694, který zničil 35 domů, kostel, radnici, špitál a další stavby. Za Marie Terezie bylo město v letech 1741, 1742, 1744 a 1757 postiženo pruskými vpády. Josef II. zrušil nejprve v roce 1781 nevolnictví a o rok později také augustiniánský klášter. Dubské panství tak přešlo do držení státního dolnorakouského náboženského fondu. Roku 1757 bylo v Dubě celkem 131 domů.

### 19. a 20. století

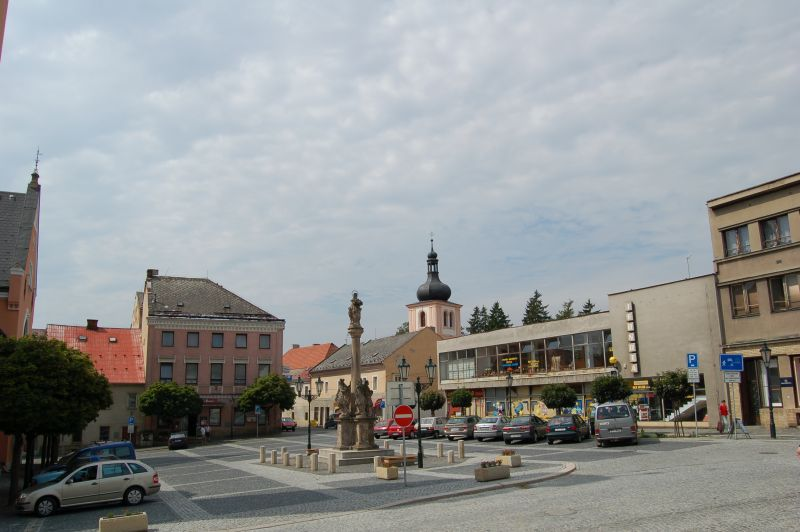
Náměstí Bedřicha Smetany s věží kostela Seslání Ducha Svatého a mariánským sloupem

Název Český Dub se sice ojediněle objevuje již kolem roku 1600, běžně se však používá na sklonku 18. století. Na začátku 19. století byla rekonstruována radnice a zrušená kaple sv. Jana byla přestavěna na špitál. V druhé polovině 19. století došlo ve městě k prudkému rozvoji textilního průmyslu. První textilní podnik zde založili roku 1802 bratři Slukové, avšak po úspěšných počátcích museli svou činnost v roce 1843 ukončit. Panství od náboženského fondu koupil roku 1838 kníže Kamil Rohan a připojil jej ke svým ostatním državám. Po krachu podniku Slukových zahájil ve městě výrobu nový textilní podnik Franze Schmitta. Tato firma se později stala jedním z významných podniků monarchie.
28. července 1858 došlo ve městě ke katastrofálnímu požáru, který zničil panský pivovar, úřednické domy a nakonec i zámek. Celkem shořelo 34 domů, a bez přístřeší zůstalo víc než 300 osob. Zničený zámek už nebyl nikdy obnoven a dnes z něj zbývá jen torzo. Rok po této události – v roce 1859 – navštívil Český Dub poprvé Bedřich Smetana, navštívil zde svou matku a sestry, které zde žily. V padesátých letech 19. století začala okolní kraj navštěvovat Johanna Mužáková-Rottová, známá spíše jako Karolína Světlá. Roku 1845 měl Český Dub 1560 obyvatel a roku 1869 již 2481 obyvatel.
Český Dub přivítal vznik českého státu s radostí, při sčítání osob roku 1910 se zde počet Čechů a Němců vyrovnal, po roce 1918 se k české národnosti začalo hlásit víc obyvatel: v roce 1921 se k národnosti české hlásilo 2364 osob z 3429 obyvatel.
10. října 1938 vpochodoval do Českého Dubu útvar SS-Germania a zahájil tak jeho okupaci. Město bylo přejmenováno nejprve na Aicha a později na Deutsch Aicha. Dub byl osvobozen 9. května 1945.
Český Dub byl nejprve součástí turnovského okresu, od roku 1960 je v okrese Liberec.

## Obyvatelstvo
Vývoj počtu obyvatel města včetně všech jeho částí uvádí tabulka:
| Rok            | 1869  | 1880  | 1890  | 1900  | 1910  | 1921  | 1930  | 1950  | 1961  | 1970  | 1980  | 1991  | 2001  | 2011  | 2021  |
| -------------- | ----- | ----- | ----- | ----- | ----- | ----- | ----- | ----- | ----- | ----- | ----- | ----- | ----- | ----- | ----- |
| Počet obyvatel | 5 004 | 5 081 | 5 138 | 5 188 | 5 155 | 4 263 | 3 984 | 2 565 | 2 851 | 2 987 | 2 952 | 2 904 | 2 847 | 2 847 | 2 752 |
| Počet domů     | 553   | 597   | 598   | 629   | 681   | 711   | 749   | 675   | 558   | 517   | 551   | 697   | 705   | 705   | 777   |

## Členění města
Město Český Dub se skládá z 15 evidenčních částí obce, které mají vlastní řady domovních čísel. První čtyři části, tvořící vlastní město, jsou rozlišeny římskými číslicemi, které se uvádějí za lomítkem za číslem popisným. Všechny leží v katastrálním území Český Dub:
- Český Dub I (město)
- Český Dub II (Horní Předměstí)
- Český Dub III (Dolní Předměstí)
- Český Dub IV (Zámecký okres) – areál zámku s okolím

Součástí města jsou také další části, které mají vesnický charakter:
- v katastrálním území Český Dub:
  - Malý Dub (západně od vlastního města)
  - Kněžičky (západně od vlastního města)
  - Sobotice (východně od města)
- Starý Dub (též katastrální území, severně od vlastního města)
- v katastrálním území Modlibohov (severně od Starého Dubu):
  - Modlibohov
  - Hoření Starý Dub
- Sobákov (též katastrální území, nejsevernější část města, západně od Modlibohova)
- Smržov (katastrální území Smržov u Českého Dubu, nejzápadnější část města)
- Loukovičky (též katastrální území, jihozápadně od vlastního města)
- v katastrálním území Libíč (výběžek území města jižně od Loukoviček)
  - Bohumileč (jižně od Loukoviček)
  - Libíč (jižně od Bohumilče, nejjižnější část města)

## Doprava
Město má pouze silniční spojení, na východ vede silnice do Hodkovic nad Mohelkou, kde se napojuje na silnici I/35. Ve městě je autobusová stanice, dopravní trasy vedou mimo jiné do Liberce, Mnichova Hradiště a Turnova.

## Školství
Byla tu zřízena škola mateřská, základní a základní umělecká.

## Pamětihodnosti

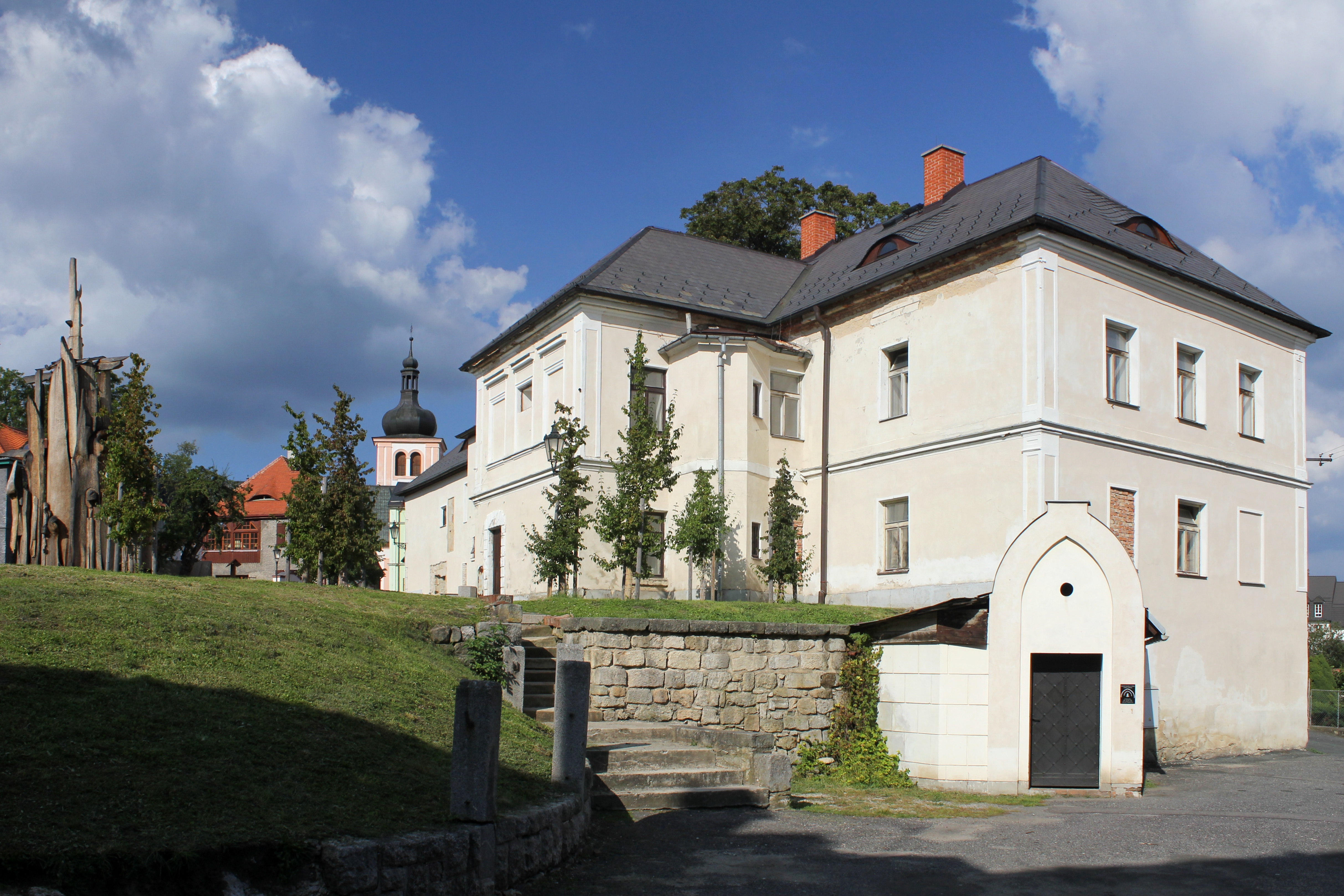
Dům nad johanitskou komendou

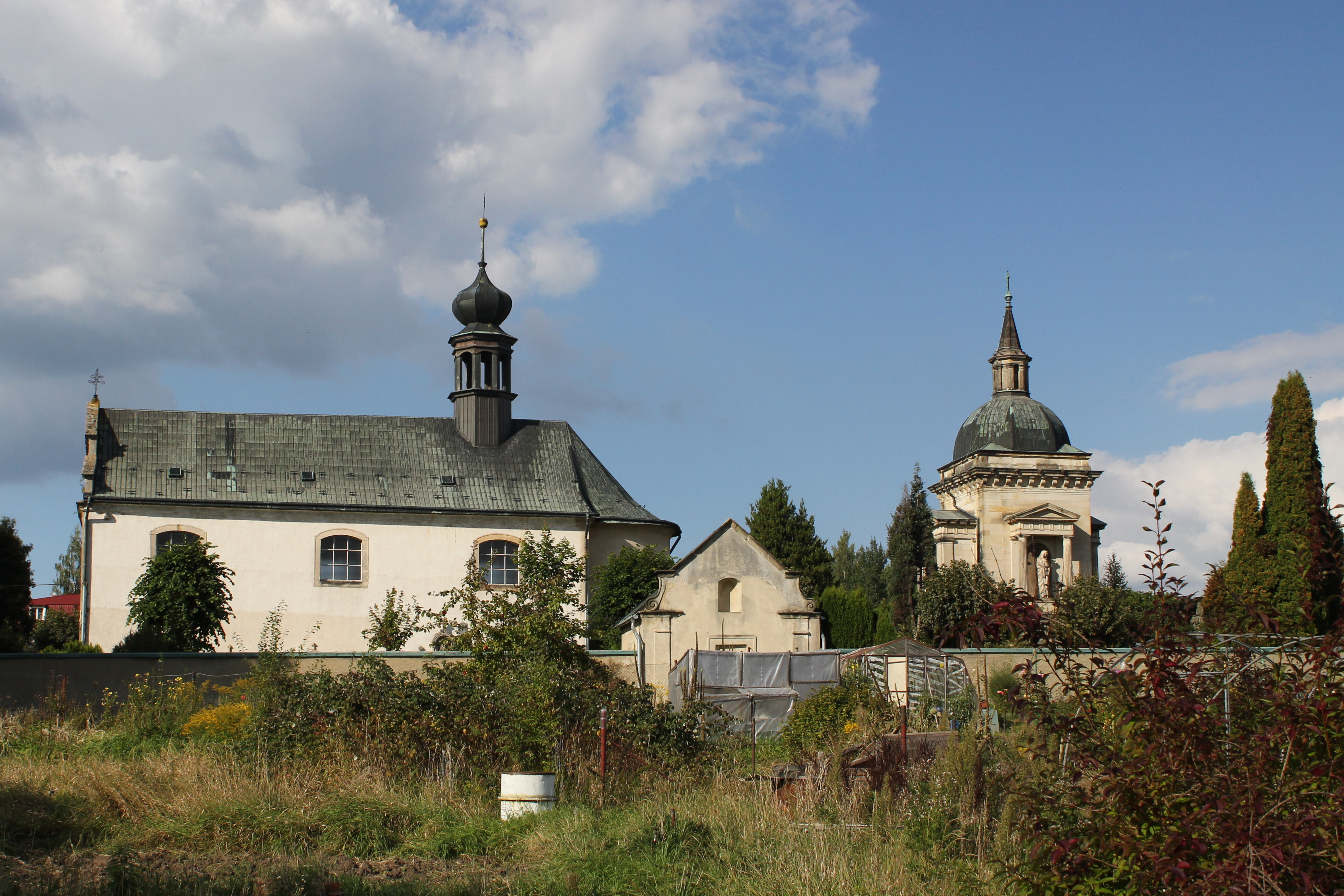
Kostel Nejsvětější Trojice a hrobka rodiny Schmittů

- Zámek Český Dub – původně johanitská komenda ze 13. století. Objekt byl roku 1552 přestavěný na zámek a v roce 1858 téměř zničený při požáru. Poté bylo obnoveno jen jeho východní křídlo, které bylo v letech 1906–1909 rodinou továrníka Schmitta upraveno do dnešní podoby.
- Kostel Seslání Ducha Svatého
- Městské hradby z hrubě opracovaného pískovce a opuky jsou z osmdesátých let 15. století. Zachovaly se poblíž kostela Seslání Ducha svatého a u hlásky v Komenského ulici. Hláska bývala od 16. století šatlavou.
- Radnice byla postavena roku 1565 v renesančním slohu za Jana z Oppersdorfu a několikrát přestavěna, naposledy v secesním slohu v roce 1907, kdy vznikla přístavba s obřadní síní a novým vstupem.
- Mariánský sloup se sochami sv. Floriána, Jana Nepomuckého, Františka Saleského a Rocha byl do středu náměstí umístěn roku 1723 jako upomínka na předchozí morové epidemie, do slopu byly vkládány listiny při opravách roku 1840, 1879, 1880 a 1928.
- Schmittovu vilu v novorenesančním slohu si nechal roku 1874 postavit podle projektu Gustava Sacherse podnikatel Franz von Schmitt. Cenné jsou interiéry se štukovanými a dřevem obloženými stropy. Dnes budova slouží jako domov důchodců a je obklopena parkovou zahradou z druhé poloviny 19. století, která je dílem německého zahradního architekta Eduarda Petzolda.
- Kostel Nejsvětější Trojice je poprvé zmiňován roku 1590, jde o jednolodní raně barokní stavbu obdélníkového půdorysu. Vnitřní vybavení je z počátku 17. století.
- Podještědské muzeum sídlí v bývalé Blaschkově vile, postavené roku 1881 pro dceru Franze von Schmitta, provdanou za Konráda Blaschku. Muzeum zde začalo působit v roce 1946. Interiér muzea navozuje atmosféru 19. století, v jeho sbírkách jsou mimo jiné předměty spojené s životem Karolíny Světlé, unikátní gotická skříň zdobená šablonovou malbou, původní vybavení vesnické školy a kabinet grafiky místního rodáka Petra Dillingera. Samostatnou expozici tvoří prostory johanitské klomendy.

## Osobnosti
- Gustav Biedermann (1815–1890), lékař a filozof
- František Xaver Josef Beneš (1819–1888), archeolog
- Leopold (1822–1895) a Rudolf (1857–1939) Blaschkovi, skláři, vyráběli skleněné modely bezobratlých a rostlin pro světová muzea a vědecké instituce, včetně Harvardovy univerzity
- Franz Schmitt (1816–1883), textilní továrník, v letech 1873–1877 zastával úřad okresního starosty
- Tomáš Edel (1951–2010), ředitel muzea a objevitel johanitské komendy